# Gran Premio motociclistico d'Austria 2020
Il Gran Premio motociclistico d'Austria 2020 è stato la quinta prova su quindici del motomondiale 2020 ed è stato disputato il 16 agosto sul Red Bull Ring. Le vittorie nelle tre classi sono andate rispettivamente a: Andrea Dovizioso in MotoGP, Jorge Martín in Moto2 e Albert Arenas in Moto3.

## MotoGP
La gara è stata interrotta dopo 8 giri a causa di un incidente che ha coinvolto Johann Zarco e Franco Morbidelli. È in seguito stata ripresa su una percorrenza limitata a 20 giri e griglia di partenza basata sul risultato acquisito al momento dell'interruzione.

### Arrivati al traguardo
| Pos. | Nº | Pilota           | Squadra                     | Motocicletta       | Giri | Tempo     | Griglia | Punti |
| ---- | -- | ---------------- | --------------------------- | ------------------ | ---- | --------- | ------- | ----- |
| 1º   | 4  | Andrea Dovizioso | Ducati Team                 | Ducati Desmosedici | 20   | 28'20.853 | 4º      | 25    |
| 2º   | 36 | Joan Mir         | Suzuki Ecstar               | Suzuki GSX-RR      | 20   | +1.377    | 6º      | 20    |
| 3º   | 43 | Jack Miller      | Pramac Racing               | Ducati Desmosedici | 20   | +1.549    | 2º      | 16    |
| 4º   | 33 | Brad Binder      | Red Bull KTM Factory Racing | KTM RC16           | 20   | +5.526    | 17º     | 13    |
| 5º   | 46 | Valentino Rossi  | Monster Energy Yamaha       | Yamaha YZR-M1      | 20   | +5.837    | 12º     | 11    |
| 6º   | 30 | Takaaki Nakagami | LCR Honda Idemitsu          | Honda RC213V       | 20   | +6.403    | 10º     | 10    |
| 7º   | 9  | Danilo Petrucci  | Ducati Team                 | Ducati Desmosedici | 20   | +12.498   | 13º     | 9     |
| 8º   | 20 | Fabio Quartararo | Petronas Yamaha SRT         | Yamaha YZR-M1      | 20   | +12.534   | 3º      | 8     |
| 9º   | 27 | Iker Lecuona     | Red Bull KTM Tech 3         | KTM RC16           | 20   | +14.117   | 16º     | 7     |
| 10º  | 12 | Maverick Viñales | Monster Energy Yamaha       | Yamaha YZR-M1      | 20   | +15.276   | 1º      | 6     |
| 11º  | 41 | Aleix Espargaró  | Aprilia Racing Team Gresini | Aprilia RS-GP      | 20   | +17.772   | 14º     | 5     |
| 12º  | 51 | Michele Pirro    | Pramac Racing               | Ducati Desmosedici | 20   | +23.271   | 22º     | 4     |
| 13º  | 38 | Bradley Smith    | Aprilia Racing Team Gresini | Aprilia RS-GP      | 20   | +24.868   | 20º     | 3     |
| 14º  | 73 | Álex Márquez     | Repsol Honda                | Honda RC213V       | 20   | +24.973   | 18º     | 2     |
| 15º  | 35 | Cal Crutchlow    | LCR Honda Castrol           | Honda RC213V       | 20   | +27.435   | 15º     | 1     |
| 16º  | 53 | Esteve Rabat     | Esponsorama Racing          | Ducati Desmosedici | 20   | +28.502   | 21º     |       |
| 17º  | 6  | Stefan Bradl     | Repsol Honda                | Honda RC213V       | 20   | +28.609   | 19º     |       |

### Ritirati
| Nº | Pilota            | Squadra                     | Motocicletta       | Giri | Griglia |
| -- | ----------------- | --------------------------- | ------------------ | ---- | ------- |
| 42 | Álex Rins         | Suzuki Ecstar               | Suzuki GSX-RR      | 10   | 8º      |
| 44 | Pol Espargaró     | Red Bull KTM Factory Racing | KTM RC16           | 8    | 5º      |
| 88 | Miguel Oliveira   | Red Bull KTM Tech 3         | KTM RC16           | 8    | 11º     |
| 21 | Franco Morbidelli | Petronas Yamaha SRT         | Yamaha YZR-M1      | 0    | 7º      |
| 5  | Johann Zarco      | Esponsorama Racing          | Ducati Desmosedici | 0    | 9º      |

## Moto2
Come nella classe superiore, anche in Moto2 la gara è stata interrotta dopo 3 giri a causa di un incidente ed è stata in seguito ripresa su percorrenza limitata a 13 giri con la griglia di partenza schierata in base al risultato "congelato" al momento dell'interruzione.

### Arrivati al traguardo
| Pos. | Nº | Pilota                      | Squadra                  | Motocicletta | Giri | Tempo     | Griglia | Punti |
| ---- | -- | --------------------------- | ------------------------ | ------------ | ---- | --------- | ------- | ----- |
| 1º   | 88 | Jorge Martín                | Red Bull KTM Ajo         | Kalex        | 13   | 19'24.723 | 2º      | 25    |
| 2º   | 10 | Luca Marini                 | SKY Racing Team VR46     | Kalex        | 13   | +2.195    | 8º      | 20    |
| 3º   | 23 | Marcel Schrötter            | Liqui Moly Intact GP     | Kalex        | 13   | +4.782    | 3º      | 16    |
| 4º   | 22 | Sam Lowes                   | EG 0,0 Marc VDS          | Kalex        | 13   | +7.249    | 6º      | 13    |
| 5º   | 97 | Xavi Vierge                 | Petronas Sprinta Racing  | Kalex        | 13   | +7.325    | 16º     | 11    |
| 6º   | 72 | Marco Bezzecchi             | SKY Racing Team VR46     | Kalex        | 13   | +7.771    | 10º     | 10    |
| 7º   | 12 | Thomas Lüthi                | Liqui Moly Intact GP     | Kalex        | 13   | +9.405    | 9º      | 9     |
| 8º   | 37 | Augusto Fernández           | EG 0,0 Marc VDS          | Kalex        | 13   | +9.598    | 12º     | 8     |
| 9º   | 44 | Arón Canet                  | Inde Aspar Team          | Speed Up     | 13   | +10.023   | 5º      | 7     |
| 10º  | 16 | Joe Roberts                 | Tennor American Racing   | Kalex        | 13   | +10.890   | 11º     | 6     |
| 11º  | 7  | Lorenzo Baldassarri         | Flexbox HP 40            | Kalex        | 13   | +11.170   | 13º     | 5     |
| 12º  | 77 | Dominique Aegerter          | NTS RW Racing GP         | NTS          | 13   | +11.803   | 24º     | 4     |
| 13º  | 35 | Somkiat Chantra             | Idemitsu Honda Team Asia | Kalex        | 13   | +13.002   | 17º     | 3     |
| 14º  | 96 | Jake Dixon                  | Petronas Sprinta Racing  | Kalex        | 13   | +13.385   | 15º     | 2     |
| 15º  | 40 | Héctor Garzó                | Flexbox HP 40            | Kalex        | 13   | +15.865   | 21º     | 1     |
| 16º  | 11 | Nicolò Bulega               | Federal Oil Gresini      | Kalex        | 13   | +15.897   | 14º     |       |
| 17º  | 62 | Stefano Manzi               | MV Agusta Forward Racing | MV Agusta F2 | 13   | +15.913   | 19º     |       |
| 18º  | 42 | Marcos Ramírez              | Tennor American Racing   | Kalex        | 13   | +16.222   | 26º     |       |
| 19º  | 19 | Lorenzo Dalla Porta         | Italtrans Racing         | Kalex        | 13   | +18.830   | 27º     |       |
| 20º  | 24 | Simone Corsi                | MV Agusta Forward Racing | MV Agusta F2 | 13   | +22.614   | 28º     |       |
| 21º  | 21 | Fabio Di Giannantonio       | Beta Tools Speed Up      | Speed Up     | 13   | +25.079   | 23º     |       |
| 22º  | 64 | Bo Bendsneyder              | NTS RW Racing GP         | NTS          | 13   | +29.300   | 29º     |       |
| 23º  | 99 | Kasma Daniel Bin Kasmayudin | Onexox TKKR SAG          | Kalex        | 13   | +36.648   | 30º     |       |

### Ritirati
| Nº | Pilota             | Squadra                  | Motocicletta | Giri | Griglia |
| -- | ------------------ | ------------------------ | ------------ | ---- | ------- |
| 87 | Remy Gardner       | Onexox TKKR SAG          | Kalex        | 4    | 1º      |
| 45 | Tetsuta Nagashima  | Red Bull KTM Ajo         | Kalex        | 3    | 18º     |
| 57 | Edgar Pons         | Federal Oil Gresini      | Kalex        | 0    | 22º     |
| 27 | Andi Farid Izdihar | Idemitsu Honda Team Asia | Kalex        | 0    | 25º     |
| 9  | Jorge Navarro      | Beta Tools Speed Up      | Speed Up     | 0    | 7º      |
| 33 | Enea Bastianini    | Italtrans Racing         | Kalex        | 0    | 4º      |
| 55 | Hafizh Syahrin     | Inde Aspar Team          | Speed Up     | 0    | 20º     |

## Moto3

### Arrivati al traguardo
| Pos. | Nº | Pilota            | Squadra                       | Motocicletta | Giri | Tempo     | Griglia | Punti |
| ---- | -- | ----------------- | ----------------------------- | ------------ | ---- | --------- | ------- | ----- |
| 1º   | 75 | Albert Arenas     | Valresa Aspar Team            | KTM          | 23   | 37'25.323 | 2º      | 25    |
| 2º   | 5  | Jaume Masiá       | Leopard Racing                | Honda        | 23   | +0,049    | 4º      | 20    |
| 3º   | 17 | John McPhee       | Petronas Sprinta Racing       | Honda        | 23   | +0,447    | 3º      | 16    |
| 4º   | 79 | Ai Ogura          | Honda Team Asia               | Honda        | 23   | +0,121    | 13º     | 13    |
| 5º   | 13 | Celestino Vietti  | SKY Racing Team VR46          | KTM          | 23   | +0,292    | 5º      | 11    |
| 6º   | 40 | Darryn Binder     | CIP Green Power               | KTM          | 23   | +0,275    | 22º     | 10    |
| 7º   | 14 | Tony Arbolino     | Rivacold Snipers              | Honda        | 23   | +0,487    | 8º      | 9     |
| 8º   | 53 | Deniz Öncü        | Red Bull KTM Tech 3           | KTM          | 23   | +1,083    | 10º     | 8     |
| 9º   | 25 | Raúl Fernández    | Red Bull KTM Ajo              | KTM          | 23   | +1,136    | 1º      | 7     |
| 10º  | 24 | Tatsuki Suzuki    | SIC58 Squadra Corse           | Honda        | 23   | +1,177    | 6º      | 6     |
| 11º  | 2  | Gabriel Rodrigo   | Kömmerling Gresini            | Honda        | 23   | +2,221    | 7º      | 5     |
| 12º  | 16 | Andrea Migno      | SKY Racing Team VR46          | KTM          | 23   | +1,924    | 12º     | 4     |
| 13º  | 71 | Ayumu Sasaki      | Red Bull KTM Tech 3           | KTM          | 23   | +2,596    | 16º     | 3     |
| 14º  | 52 | Jeremy Alcoba     | Kömmerling Gresini            | Honda        | 23   | +2,228    | 18º     | 2     |
| 15º  | 82 | Stefano Nepa      | Valresa Aspar Team            | KTM          | 23   | +2,609    | 19º     | 1     |
| 16º  | 11 | Sergio García     | Estrella Galicia 0,0          | Honda        | 23   | +2,866    | 20º     |       |
| 17º  | 55 | Romano Fenati     | Sterilgarda Max Racing Team   | Husqvarna    | 23   | +2,920    | 30º     |       |
| 18º  | 54 | Riccardo Rossi    | BOE Skull Rider Facile Energy | KTM          | 23   | +3,486    | 9º      |       |
| 19º  | 23 | Niccolò Antonelli | SIC58 Squadra Corse           | Honda        | 23   | +4,276    | 15º     |       |
| 20º  | 27 | Kaito Toba        | Red Bull KTM Ajo              | KTM          | 23   | +4,309    | 17º     |       |
| 21º  | 7  | Dennis Foggia     | Leopard Racing                | Honda        | 23   | +5,776    | 11º     |       |
| 22º  | 99 | Carlos Tatay      | Reale Avintia                 | KTM          | 23   | +8,485    | 25º     |       |
| 23º  | 21 | Alonso López      | Sterilgarda Max Racing Team   | Husqvarna    | 23   | +10,963   | 31º     |       |
| 24º  | 6  | Ryusei Yamanaka   | Estrella Galicia 0,0          | Honda        | 23   | +23,563   | 21º     |       |
| 25º  | 73 | Maximilian Kofler | CIP Green Power               | KTM          | 23   | +23,814   | 26º     |       |
| 26º  | 92 | Yuki Kunii        | Honda Team Asia               | Honda        | 23   | +23,970   | 24º     |       |
| 27º  | 9  | Davide Pizzoli    | BOE Skull Rider Facile Energy | KTM          | 23   | +23,929   | 27º     |       |
| 28º  | 50 | Jason Dupasquier  | CarXpert PrüstelGP            | KTM          | 23   | +24,064   | 29º     |       |

### Ritirati
| Nº | Pilota       | Squadra            | Motocicletta | Giri | Griglia |
| -- | ------------ | ------------------ | ------------ | ---- | ------- |
| 12 | Filip Salač  | Rivacold Snipers   | Honda        | 22   | 14º     |
| 70 | Barry Baltus | CarXpert PrüstelGP | KTM          | 6    | 23º     |